# Славики (Могилёвская область)
Славики́ (бел. Славікі́) — деревня в составе Паршинского сельсовета Горецкого района Могилёвской области Республики Беларусь.

## Население
- 1999 год — 70 человек
- 2010 год — 41 человек